# Orinoco (Schiff)
Die Orinoco war ein Motor-Passagierschiff, das die Hapag für ihren Dienst nach Mittelamerika und Westindien bauen ließ.

Sie machte im Frühjahr 1928 ihre Jungfernreise nach Puerto Limón. Auf der Linie der Gesellschaft nach Venezuela, Kolumbien und zur Ostküste Mittelamerikas kam zum Ende des Jahres auch noch das Schwesterschiff Magdalena zum Einsatz. Als 1933 die größeren Motorschiffe Caribia und Cordillera in Dienst kamen, eröffnete die Orinoco wieder eine Linie von Hamburg über Kuba nach Mexiko. Zu diesem Dienst trat 1935 noch die umgebaute Iberia (ex Magdalena).
Ab dem 25. August 1939 lag das Schiff in Tampico, wo es am 1. April 1941 von Mexiko beschlagnahmt wurde. In Puebla umbenannt stellte Mexiko das Schiff den USA zur Verfügung. 1946 wurde es an Mexiko zurückgegeben, das es im folgenden Jahr nach Argentinien verkaufte.

Dort erhielt das Schiff den Namen Juan de Garay und wurde im Liniendienst von Argentinien, Brasilien nach Italien und Spanien eingesetzt. In den ersten Jahren nutzen viele europäische Auswanderer das Schiff. Ab 1962 erfolgte Abbruch der ehemaligen Orinoco in Spanien.

## Geschichte
Die Orinoco war Teil eines Programms zur Beschaffung neuer Passagierschiffe für die Nebenlinien der Hapag. Die Reederei bestellte fünf Motorschiffe 1927, die in den Jahren 1928 und 1929 vom Stapel liefen und in drei Typen ausgeführt wurden. Beschafft wurden als kleinster Typ zwei Schiffe für den Mittelamerika-Dienst (Orinoco, Magdalena, 9.700 BRT, 15 kn, 340 Passagiere), ein Schiff für den Südamerikadienst (General Osorio, 11.590 BRT, 15,5 kn, 980 Passagiere) und als größten Typ zwei Schiffe (St. Louis, Milwaukee, 16.700 BRT, 16,5 kn, 700 Passagiere) als Ergänzung für den Nordatlantik-Dienst. Die Milwaukee wurde als einziges dieser Schiffe in Hamburg (bei Blohm & Voss) gebaut; drei Schiffe lieferte der Bremer Vulkan.
Die Orinoco lief als erstes der neuen Motorschiffe am 7. Februar 1928 beim Bremer Vulkan vom Stapel. Am 15. April 1928 wurde der Neubau übernommen. Die Jungfernfahrt für die Hapag erfolgte am 21. April 1928 von Hamburg nach Puerto Limón.

Mit zwei Schiffsdieselmotoren mit einer Gesamtleistung von 6.800 PS, die auf zwei Schrauben wirkten, erreichte das mit 9.660 BRT und 5.478 NRT vermessene Schiff eine Geschwindigkeit von 15 kn. Das Schiff bot Platz für 123 Passagiere 1. Klasse (ggf. bis 179), 102 Personen in der 2. (Touristen)-Klasse und 106 Passagiere in der 3. Klasse. Alle Kabinen des Schiffes verfügten jetzt über fließend Wasser und es gab 18 Luxuskabinen an Bord, die sogar über ein eigenes Bad und WC verfügten.
Als die größeren Motorschiffe Cordillera und Caribia (12.000 BRT, 17 kn, 400 Passagiere) für die Westindien-Mittelamerika-Route fertig wurden, wurde die Orinoco umgesetzt. Sie eröffnete am 4. März 1933 wieder einen Passagier-Dienst von Hamburg über Kuba nach Mexiko. Zu diesem Dienst trat Anfang 1935 noch das umgebaute und in Iberia umbenannte Schwesterschiff Magdalena hinzu.
Am 27. Mai 1939 hat die Orinoco mit 200 Passagieren Hamburg nach Kuba und Mexiko verlassen. Die Behandlung der St. Louis (27. Mai in Havanna) sowie der französischen Flandre (1914, 8.503 BRT, 104 jüdische Emigranten an Bord) und der britischen Orduña (1914, 15.499 BRT, 120 jüdische Emigranten an Bord) sollen den Kapitän veranlasst haben, einige Tage vor Cherbourg zu verweilen. Da weder US-Behörden noch Großbritannien oder Frankreich den 200 Emigranten an Bord eine Einreise erlauben wollten, hat die Orinoco im Juni wieder Hamburg angelaufen, um die Emigranten wieder an Land zu lassen. Die US-Diplomaten hatten sich zuvor mit dem deutschen Versprechen zufriedengegeben, die Flüchtlinge an Bord würden nicht verfolgt werden. Ihr Schicksal ist unbekannt. Im Archiv des Leo Baeck Instituts befindet sich die Dokumentensammlung der Familie Nachtlicht. Dazu gehören auch die „Documents from Hildegard Lewin, including a passenger list of the „Doppelschraubenschiff Orinoco“ traveling from Hamburg to Habana, Veracruz and Tampico on May 27, 1939“, die genauen Aufschluss darüber geben, wer sich bei dieser Reise der Orinoco an Bord befunden hat.

### Das Schiff im Zweiten Weltkrieg
Am 25. August 1939 lief die Orinoco im mexikanischen Tampico ein. Dort wurde es dann am 1. April 1941 von den mexikanischen Behörden beschlagnahmt. Die Mexikaner benannten das Schiff in Puebla um. Es war aber zu groß, um von den Mexikanern sinnvoll eingesetzt zu werden. Daher vercharterten sie die Puebla an das amerikanische Marineministerium. Dieses stellte das Schiff gegen ein jährliches Fixum der Reederei Moore-McCormack Lines zur Verfügung, die das Schiff an der Ostküste zwischen Nord- und Südamerika unter der Flagge Panamas einsetzte.

### Nachkriegsgeschichte
Das Schiff wurde 1946 formal wieder an Mexiko zurückgegeben, wo es nach wie vor keine vernünftige Beschäftigung für das Schiff gab. Vor der Rückgabe wurde das Schiff auf einer Werft in Brooklyn instand gesetzt und zu einem Ein-Klassen-Schiff umgebaut. Am 30. Januar 1947 verließ das Schiff als Olympia angeblich unter südafrikanischer Flagge New York nach Neapel und Piraeus. Am 19. Februar 1947 soll das Schiff Piraeus angeblich unter dem Namen Puebla wieder Richtung USA verlassen haben, wo es am 13. März 1947 wieder in New York eintraf.

Im April 1947 erfolgte dann der Verkauf des ehemals deutschen Schiffes an die argentinische Cia Transoceanica Argentina in Buenos Aires und die Umbenennung in Juan de Garay.
Das Schiff hatte jetzt Platz für 850 Fahrgäste in einer Klasse und wurde zwischen dem Rio de la Plata und Mittelmeerhäfen in Spanien und Italien zusammen mit Schiffen der spanischen Ybarra Linie eingesetzt. Neben dem Liniendienst machte die ehemalige Orinoco auch Kreuzfahrten (u. a. nach Feuerland und zur Magellanstraße). Vermutlich 1952 wurde das Schiff in Panama registriert und lag zum Ende der 1950er Jahre in Rosario auf. Das Schiff verlegte dann nach Spanien und lag ab März 1961 in Barcelona auf. Ab November 1962 wurde die ehemalige Orinoco dann in Castellon abgebrochen.

## Einzelnachweise

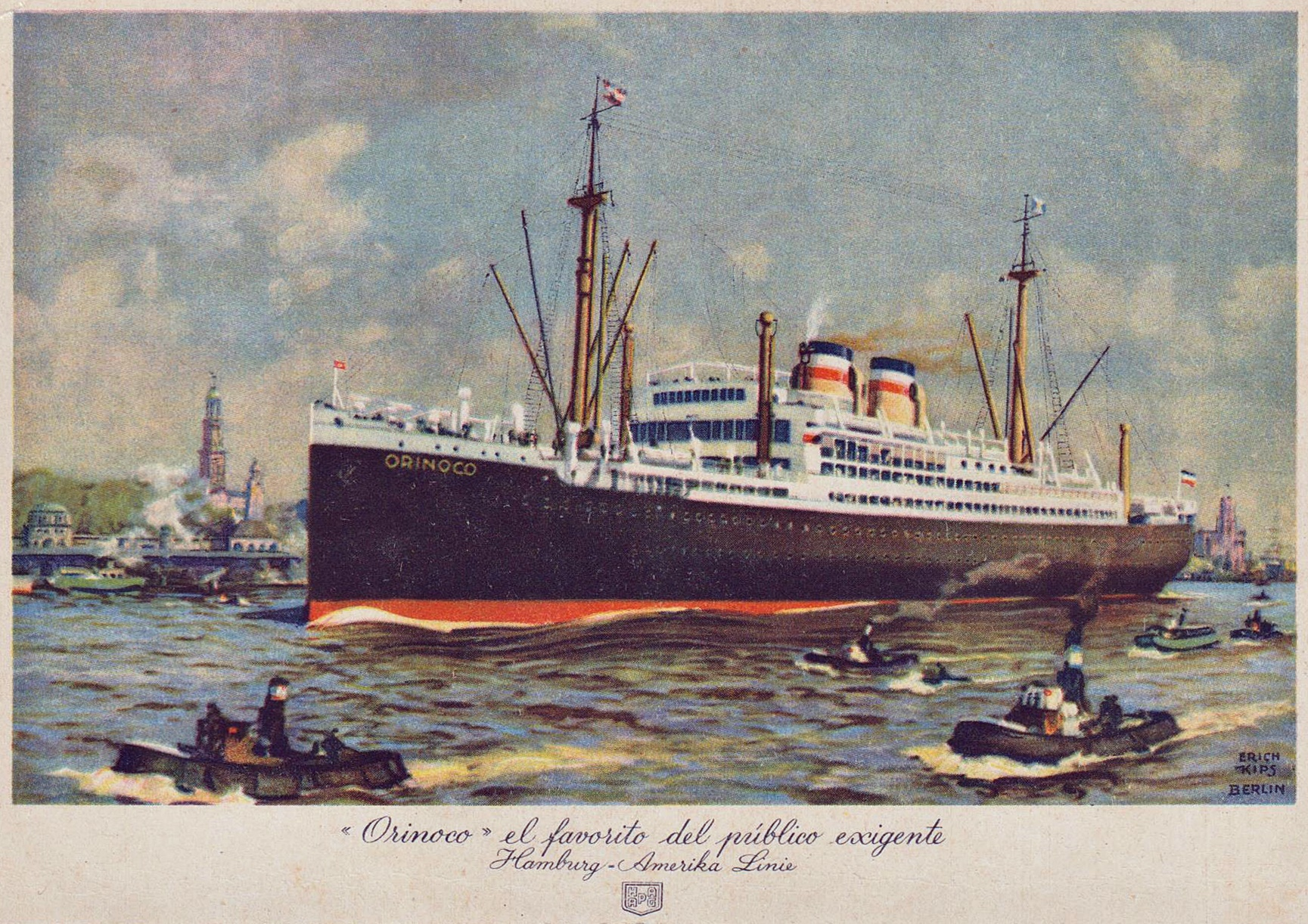
Die Orinoco im Hamburger Hafen, Gemälde von Erich Kips (1869–1945)